# ميغان أبوت
ميغان أبوت (بالإنجليزية: Megan Abbott)‏ (21 أغسطس 1971، ديترويت في الولايات المتحدة)؛ صحفية، كاتِبة وروائية أمريكية.

## روابط خارجية
- ميغان أبوت على موقع IMDb (الإنجليزية)
- ميغان أبوت على موقع ميوزك برينز (الإنجليزية)